# Coupe du monde de biathlon 2016-2017
Navigation
Édition précédente Édition suivante
La 40e édition de la Coupe du monde de biathlon a lieu du 27 novembre 2016 à Östersund, où se dispute la première étape, au 19 mars 2017 à Oslo où se tient l'étape finale. Le circuit comprend dix destinations (neuf étapes ordinaires plus les championnats du monde).

Les championnats du monde (qui sont donc intégrés à la Coupe du monde) ont lieu à Hochfilzen, en Autriche, du 9 au 19 février 2017. 
Chez les hommes, Martin Fourcade remporte sa sixième victoire consécutive au classement général, un exploit inédit, accompagnant ce gros globe de cristal des quatre petits de spécialités (sprint, poursuite, individuel, départ groupé) pour le troisième Grand Chelem de sa carrière après 2012-2013 et 2015-2016. Il établit par ailleurs un record masculin de quatorze victoires dans la saison, et de 1 322 points au total. Il termine sur le podium de 22 des 26 courses de la saison. Laura Dahlmeier gagne pour sa part son premier gros globe de cristal, ponctué par un record de cinq médailles d'or aux Championnats du monde de Hochfilzen. Elle s'adjuge aussi les petits globes de l'individuel et de la poursuite, alors que Gabriela Koukalová gagne ceux du sprint et du départ groupé. En relais, les Allemandes restent invaincues durant toute la saison.  

## Programme
| \| Östersund Pokljuka Nové Město Oberhof Ruhpolding Antholz-Anterselva Hochfilzen Kontiolahti Oslo \| Les sites des compétitions en Europe |
| Östersund Pokljuka Nové Město Oberhof Ruhpolding Antholz-Anterselva Hochfilzen Kontiolahti Oslo                                            |

| Östersund Pokljuka Nové Město Oberhof Ruhpolding Antholz-Anterselva Hochfilzen Kontiolahti Oslo |

| \| Pyeongchang \| Les sites des compétitions en Asie |
| Pyeongchang                                          |

| Pyeongchang |

## Attribution des points

### Classements des disciplines
Pour les classements spécifiques à chaque discipline (individuel, sprint, poursuite, départ groupé, relais), l'attribution des points est la suivante :
| Place  | 1  | 2  | 3  | 4  | 5  | 6  | 7  | 8  | 9  | 10 | 11 | 12 | 13 | 14 | 15 | 16 | 17 | 18 | 19 | 20 | 21 | 22 | 23 | 24 | 25 | 26 | 27 | 28 | 29 | 30 | 31 | 32 | 33 | 34 | 35 | 36 | 37 | 38 | 39 | 40 |
| ------ | -- | -- | -- | -- | -- | -- | -- | -- | -- | -- | -- | -- | -- | -- | -- | -- | -- | -- | -- | -- | -- | -- | -- | -- | -- | -- | -- | -- | -- | -- | -- | -- | -- | -- | -- | -- | -- | -- | -- | -- |
| Points | 60 | 54 | 48 | 43 | 40 | 38 | 36 | 34 | 32 | 31 | 30 | 29 | 28 | 27 | 26 | 25 | 24 | 23 | 22 | 21 | 20 | 19 | 18 | 17 | 16 | 15 | 14 | 13 | 12 | 11 | 10 | 9  | 8  | 7  | 6  | 5  | 4  | 3  | 2  | 1  |

| Place  | 1  | 2  | 3  | 4  | 5  | 6  | 7  | 8  | 9  | 10 | 11 | 12 | 13 | 14 | 15 | 16 | 17 | 18 | 19 | 20 | 21 | 22 | 23 | 24 | 25 | 26 | 27 | 28 | 29 | 30 |
| ------ | -- | -- | -- | -- | -- | -- | -- | -- | -- | -- | -- | -- | -- | -- | -- | -- | -- | -- | -- | -- | -- | -- | -- | -- | -- | -- | -- | -- | -- | -- |
| Points | 60 | 54 | 48 | 43 | 40 | 38 | 36 | 34 | 32 | 31 | 30 | 29 | 28 | 27 | 26 | 25 | 24 | 23 | 22 | 21 | 20 | 18 | 16 | 14 | 12 | 10 | 8  | 6  | 4  | 2  |

### Classement général
Le classement général de la coupe du monde est établi en additionnant les résultats obtenus sur toutes les épreuves individuelles. En fin de saison, les 24 meilleurs résultats (en termes de points) obtenus par chaque biathlète sur les 26 épreuves sont retenus pour le classement final.

### Coupe des Nations
Le classement général de la coupe des Nations est obtenu en additionnant les points de chaque athlète obtenus lors des épreuves d'individuel, de sprint, ainsi que lors des relais. Pour les épreuves d'individuel et de sprint, ne sont pris en compte que les points des trois athlètes les mieux classés par nation.
- Pour chaque épreuve d'individuel ou de sprint, les points sont attribués selon le tableau suivant :

| Place  | 1   | 2   | 3   | 4   | 5   | 6   | 7   | 8   | 9   | 10  | 11  | 12  | 13  | 14  | 15  | 16  | 17  | 18  | 19  | 20  | 21  | 22  | 23  | 24  | 25  | 26  | 27  | 28  | 29  | 30  | 31  | 32  | 33  | 34  | 35  | 36  | 37  | 38  | 39  | 40  |
| ------ | --- | --- | --- | --- | --- | --- | --- | --- | --- | --- | --- | --- | --- | --- | --- | --- | --- | --- | --- | --- | --- | --- | --- | --- | --- | --- | --- | --- | --- | --- | --- | --- | --- | --- | --- | --- | --- | --- | --- | --- |
| Points | 160 | 154 | 148 | 143 | 140 | 138 | 136 | 134 | 132 | 131 | 130 | 129 | 128 | 127 | 126 | 125 | 124 | 123 | 122 | 121 | 120 | 119 | 118 | 117 | 116 | 115 | 114 | 113 | 112 | 111 | 110 | 109 | 108 | 107 | 106 | 105 | 104 | 103 | 102 | 101 |

Puis de 1 point en 1 point jusqu'à la 80e place, et de 2 en 2 points pour arriver à 1 point pour la 110e place. Toutes les places suivantes obtiennent 1 point.
- Pour chaque relais, les points sont attribués selon le tableau suivant :

| Place  | 1   | 2   | 3   | 4   | 5   | 6   | 7   | 8   | 9   | 10  | 11  | 12  | 13  | 14  | 15  | 16  | 17  | 18  | 19  | 20  | 21  | 22  | 23 | 24 | 25 | 26 | 27 | 28 | 29 | 30 |
| ------ | --- | --- | --- | --- | --- | --- | --- | --- | --- | --- | --- | --- | --- | --- | --- | --- | --- | --- | --- | --- | --- | --- | -- | -- | -- | -- | -- | -- | -- | -- |
| Points | 420 | 390 | 360 | 330 | 310 | 290 | 270 | 250 | 230 | 220 | 210 | 200 | 190 | 180 | 170 | 160 | 150 | 140 | 130 | 120 | 110 | 100 | 90 | 80 | 70 | 60 | 50 | 40 | 30 | 20 |

- Pour les relais simples mixtes et les relais mixtes, les points sont partagés à moitié entre le classement général de la coupe des Nations féminin et le masculin. Chacun reçoit alors des points selon le tableau suivant :

| Place  | 1   | 2   | 3   | 4   | 5   | 6   | 7   | 8   | 9   | 10  | 11  | 12  | 13 | 14 | 15 | 16 | 17 | 18 | 19 | 20 | 21 | 22 | 23 | 24 | 25 | 26 | 27 | 28 | 29 | 30 |
| ------ | --- | --- | --- | --- | --- | --- | --- | --- | --- | --- | --- | --- | -- | -- | -- | -- | -- | -- | -- | -- | -- | -- | -- | -- | -- | -- | -- | -- | -- | -- |
| Points | 210 | 195 | 180 | 165 | 155 | 145 | 135 | 125 | 115 | 110 | 105 | 100 | 95 | 90 | 85 | 80 | 75 | 70 | 65 | 60 | 55 | 50 | 45 | 40 | 35 | 30 | 25 | 20 | 15 | 10 |

## Classements

### Classement général
Le classement général prend en compte seulement les 24 meilleurs résultats de chaque biathlète sur les 26 épreuves.
| Rang | Nom                  | Points | Victoire(s) |
| ---- | -------------------- | ------ | ----------- |
| 1    | Martin Fourcade      | 1322   | 14          |
| 2    | Anton Shipulin       | 918    | 2           |
| 3    | Johannes Thingnes Bø | 812    | 2           |
| 4    | Arnd Peiffer         | 746    | 1           |
| 5    | Simon Schempp        | 741    | 2           |
| 6    | Julian Eberhard      | 732    | 2           |
| 7    | Emil Hegle Svendsen  | 667    |             |
| 8    | Lowell Bailey        | 641    | 1           |
| 9    | Ole Einar Bjørndalen | 631    |             |
| 10   | Erik Lesser          | 621    |             |

| Rang | Nom                  | Points | Victoire(s) |
| ---- | -------------------- | ------ | ----------- |
| 1    | Laura Dahlmeier      | 1211   | 10          |
| 2    | Gabriela Koukalová   | 1089   | 5           |
| 3    | Kaisa Mäkäräinen     | 971    | 2           |
| 4    | Marie Dorin-Habert   | 856    | 2           |
| 5    | Dorothea Wierer      | 719    |             |
| 6    | Justine Braisaz      | 706    |             |
| 7    | Anaïs Chevalier      | 669    | 1           |
| 8    | Juliya Dzhyma        | 632    |             |
| 9    | Franziska Hildebrand | 621    |             |
| 10   | Susan Dunklee        | 596    |             |

### Coupe des Nations
| Rang | Nation     | Points |
| ---- | ---------- | ------ |
| 1    | Allemagne  | 7448   |
| 2    | France     | 7416   |
| 3    | Russie     | 7192   |
| 4    | Norvège    | 7181   |
| 5    | Autriche   | 6926   |
| 6    | Ukraine    | 6270   |
| 7    | Tchéquie   | 6223   |
| 8    | Italie     | 5556   |
| 9    | Suisse     | 5395   |
| 10   | États-Unis | 5290   |

| Rang | Nation      | Points |
| ---- | ----------- | ------ |
| 1    | Allemagne   | 7951   |
| 2    | France      | 7646   |
| 3    | Ukraine     | 6605   |
| 4    | Tchéquie    | 6547   |
| 5    | Italie      | 6481   |
| 6    | Norvège     | 6265   |
| 7    | Russie      | 6139   |
| 8    | Suède       | 6034   |
| 9    | Biélorussie | 5683   |
| 10   | Kazakhstan  | 5193   |

### Classement par discipline

#### Individuel
| Rang | Nom                  | Points | Victoire(s) |
| ---- | -------------------- | ------ | ----------- |
| 1    | Martin Fourcade      | 162    | 1           |
| 2    | Anton Shipulin       | 126    | 1           |
| 3    | Lowell Bailey        | 117    | 1           |
| 4    | Johannes Thingnes Bø | 115    |             |
| 5    | Lars Helge Birkeland | 103    |             |

| Rang | Nom                | Points | Victoire(s) |
| ---- | ------------------ | ------ | ----------- |
| 1    | Laura Dahlmeier    | 180    | 3           |
| 2    | Vanessa Hinz       | 103    |             |
| 3    | Alexia Runggaldier | 96     |             |
| 4    | Gabriela Koukalová | 95     |             |
| 5    | Olena Pidhrushna   | 83     |             |

#### Sprint
| Rang | Nom                  | Points | Victoire(s) |
| ---- | -------------------- | ------ | ----------- |
| 1    | Martin Fourcade      | 484    | 5           |
| 2    | Julian Eberhard      | 345    | 2           |
| 3    | Emil Hegle Svendsen  | 276    |             |
| 4    | Arnd Peiffer         | 275    |             |
| 5    | Johannes Thingnes Bø | 269    | 1           |

| Rang | Nom                | Points | Victoire(s) |
| ---- | ------------------ | ------ | ----------- |
| 1    | Gabriela Koukalová | 377    | 2           |
| 2    | Laura Dahlmeier    | 372    | 2           |
| 3    | Kaisa Mäkäräinen   | 337    | 1           |
| 4    | Marie Dorin-Habert | 297    | 1           |
| 5    | Justine Braisaz    | 281    |             |

#### Poursuite
| Rang | Nom                  | Points | Victoire(s) |
| ---- | -------------------- | ------ | ----------- |
| 1    | Martin Fourcade      | 502    | 6           |
| 2    | Anton Shipulin       | 392    | 1           |
| 3    | Arnd Peiffer         | 298    | 1           |
| 4    | Johannes Thingnes Bø | 278    |             |
| 5    | Emil Hegle Svendsen  | 249    |             |

| Rang | Nom                | Points | Victoire(s) |
| ---- | ------------------ | ------ | ----------- |
| 1    | Laura Dahlmeier    | 405    | 4           |
| 2    | Gabriela Koukalová | 384    | 1           |
| 3    | Kaisa Mäkäräinen   | 368    | 1           |
| 4    | Marie Dorin-Habert | 346    | 1           |
| 5    | Dorothea Wierer    | 286    |             |

#### Départ Groupé
| Rang | Nom                    | Points | Victoire(s) |
| ---- | ---------------------- | ------ | ----------- |
| 1    | Martin Fourcade        | 248    | 2           |
| 2    | Simon Schempp          | 231    | 2           |
| 3    | Anton Shipulin         | 177    |             |
| 4    | Jean-Guillaume Béatrix | 168    |             |
| 5    | Erik Lesser            | 165    |             |

| Rang | Nom                | Points | Victoire(s) |
| ---- | ------------------ | ------ | ----------- |
| 1    | Gabriela Koukalová | 265    | 2           |
| 2    | Laura Dahlmeier    | 254    | 1           |
| 3    | Kaisa Mäkäräinen   | 207    |             |
| 4    | Juliya Dzhyma      | 162    |             |
| 5    | Dorothea Wierer    | 156    |             |

#### Relais
| Rang | Nation    | Points | Victoire(s) |
| ---- | --------- | ------ | ----------- |
| 1    | Russie    | 259    | 1           |
| 2    | France    | 242    | 2           |
| 3    | Allemagne | 237    | 1           |
| 4    | Norvège   | 228    | 1           |
| 5    | Autriche  | 216    |             |

| Rang | Nation    | Points | Victoire(s) |
| ---- | --------- | ------ | ----------- |
| 1    | Allemagne | 264    | 1           |
| 2    | France    | 257    | 2           |
| 3    | Autriche  | 201    | 1           |
| 4    | Norvège   | 195    | 1           |
| 5    | Russie    | 195    |             |

| Rang | Nation    | Points | Victoire(s) |
| ---- | --------- | ------ | ----------- |
| 1    | Allemagne | 300    | 5           |
| 2    | France    | 248    |             |
| 3    | Ukraine   | 224    |             |
| 4    | Norvège   | 202    |             |
| 5    | Tchéquie  | 197    |             |

### Globes de cristal et titres mondiaux
| Disciplines       | Globes de cristal | Champions du monde |
| ----------------- | ----------------- | ------------------ |
| Général           | Martin Fourcade   |                    |
| Coupe des Nations | Allemagne         |                    |
| Individuel        | Martin Fourcade   | Lowell Bailey      |
| Sprint            | Martin Fourcade   | Benedikt Doll      |
| Poursuite         | Martin Fourcade   | Martin Fourcade    |
| Mass Start        | Martin Fourcade   | Simon Schempp      |
| Relais            | Russie            | Russie             |

| Disciplines       | Globes de cristal  | Championnes du monde |
| ----------------- | ------------------ | -------------------- |
| Général           | Laura Dahlmeier    |                      |
| Coupe des Nations | Allemagne          |                      |
| Individuel        | Laura Dahlmeier    | Laura Dahlmeier      |
| Sprint            | Gabriela Koukalová | Gabriela Koukalová   |
| Poursuite         | Laura Dahlmeier    | Laura Dahlmeier      |
| Mass Start        | Gabriela Koukalová | Laura Dahlmeier      |
| Relais            | Allemagne          | Allemagne            |

| Discipline | Globe de cristal | Champion du monde |
| ---------- | ---------------- | ----------------- |
| Relais     | Allemagne        | Allemagne         |

## Calendrier et podiums

### Hommes

#### Épreuves individuelles
| Étape                                                         | Lieu                  | Épreuve             | Date              | Vainqueur       | Deuxième               | Troisième              | Leader du classement général |
| ------------------------------------------------------------- | --------------------- | ------------------- | ----------------- | --------------- | ---------------------- | ---------------------- | ---------------------------- |
| 1                                                             | Östersund             | Individuel 20 km    | 1er décembre 2016 | Martin Fourcade | Johannes T. Bø         | Vladimir Chepelin      | Martin Fourcade              |
| 1                                                             | Östersund             | Sprint 10 km        | 3 décembre 2016   | Martin Fourcade | Fredrik Lindström      | Arnd Peiffer           | Martin Fourcade              |
| 1                                                             | Östersund             | Poursuite 12,5 km   | 4 décembre 2016   | Anton Babikov   | Maxim Tsvetkov         | Martin Fourcade        | Martin Fourcade              |
| 2                                                             | Pokljuka              | Sprint 10 km        | 9 décembre 2016   | Martin Fourcade | Johannes T. Bø         | Anton Shipulin         | Martin Fourcade              |
| 2                                                             | Pokljuka              | Poursuite 12,5 km   | 10 décembre 2016  | Martin Fourcade | Emil Hegle Svendsen    | Anton Shipulin         | Martin Fourcade              |
| 3                                                             | Nové Město            | Sprint 10 km        | 15 décembre 2016  | Martin Fourcade | Anton Shipulin         | Emil Hegle Svendsen    | Martin Fourcade              |
| 3                                                             | Nové Město            | Poursuite 12,5 km   | 17 décembre 2016  | Martin Fourcade | Anton Shipulin         | Quentin Fillon Maillet | Martin Fourcade              |
| 3                                                             | Nové Město            | Départ Groupé 15 km | 18 décembre 2016  | Martin Fourcade | Simon Schempp          | Anton Babikov          | Martin Fourcade              |
| 4                                                             | Oberhof               | Sprint 10 km        | 5 janvier 2017    | Julian Eberhard | Michal Šlesingr        | Dominik Windisch       | Martin Fourcade              |
| 4                                                             | Oberhof               | Poursuite 12,5 km   | 7 janvier 2017    | Martin Fourcade | Arnd Peiffer           | Dominik Windisch       | Martin Fourcade              |
| 4                                                             | Oberhof               | Départ Groupé 15 km | 8 janvier 2017    | Simon Schempp   | Erik Lesser            | Martin Fourcade        | Martin Fourcade              |
| 5                                                             | Ruhpolding            | Sprint 10 km        | 13 janvier 2017   | Martin Fourcade | Julian Eberhard        | Emil Hegle Svendsen    | Martin Fourcade              |
| 5                                                             | Ruhpolding            | Poursuite 12,5 km   | 15 janvier 2017   | Martin Fourcade | Emil Hegle Svendsen    | Michal Krčmář          | Martin Fourcade              |
| 6                                                             | Antholz - Anterselva  | Individuel 20 km    | 20 janvier 2017   | Anton Shipulin  | Martin Fourcade        | Sergey Semenov         | Martin Fourcade              |
| 6                                                             | Antholz - Anterselva  | Départ Groupé 15 km | 22 janvier 2017   | Johannes T. Bø  | Quentin Fillon Maillet | Anton Shipulin         | Martin Fourcade              |
| Championnats du monde de biathlon 2017 (9 au 19 février 2017) |                       |                     |                   |                 |                        |                        |                              |
| ChM                                                           | Hochfilzen            | Sprint 10 km        | 11 février 2017   | Benedikt Doll   | Johannes T. Bø         | Martin Fourcade        | Martin Fourcade              |
| ChM                                                           | Hochfilzen            | Poursuite 12,5 km   | 12 février 2017   | Martin Fourcade | Johannes T. Bø         | Ole Einar Bjørndalen   | Martin Fourcade              |
| ChM                                                           | Hochfilzen            | Individuel 20 km    | 16 février 2017   | Lowell Bailey   | Ondřej Moravec         | Martin Fourcade        | Martin Fourcade              |
| ChM                                                           | Hochfilzen            | Départ Groupé 15 km | 19 février 2017   | Simon Schempp   | Johannes T. Bø         | Simon Eder             | Martin Fourcade              |
| Fin des championnats du monde                                 |                       |                     |                   |                 |                        |                        |                              |
| 7                                                             | Pyeongchang           | Sprint 10 km        | 3 mars 2017       | Julian Eberhard | Lowell Bailey          | Martin Fourcade        | Martin Fourcade              |
| 7                                                             | Pyeongchang           | Poursuite 12,5 km   | 4 mars 2017       | Martin Fourcade | Anton Shipulin         | Julian Eberhard        | Martin Fourcade              |
| 8                                                             | Tioumen → Kontiolahti | Sprint 10 km        | 10 mars 2017      | Martin Fourcade | Ondřej Moravec         | Emil Hegle Svendsen    | Martin Fourcade              |
| 8                                                             | Tioumen → Kontiolahti | Poursuite 12,5 km   | 11 mars 2017      | Arnd Peiffer    | Simon Eder             | Emil Hegle Svendsen    | Martin Fourcade              |
| 9                                                             | Oslo - Holmenkollen   | Sprint 10 km        | 17 mars 2017      | Johannes T. Bø  | Martin Fourcade        | Anton Shipulin         | Martin Fourcade              |
| 9                                                             | Oslo - Holmenkollen   | Poursuite 12,5 km   | 18 mars 2017      | Anton Shipulin  | Martin Fourcade        | Johannes T. Bø         | Martin Fourcade              |
| 9                                                             | Oslo - Holmenkollen   | Départ Groupé 15 km | 19 mars 2017      | Martin Fourcade | Andrejs Rastorgujevs   | Simon Eder             | Martin Fourcade              |

#### Relais
| Étape                                                         | Lieu                 | Épreuve           | Date             | Vainqueur                                                                                               | Deuxième                                                                                         | Troisième                                                                                                | Leader du classement du relais masculin |
| ------------------------------------------------------------- | -------------------- | ----------------- | ---------------- | --- | ------------------------------------------------------------------------------------------------ | --- | --------------------------------------- |
| 2                                                             | Pokljuka             | Relais 4 x 7,5 km | 11 décembre 2016 | France - Jean-Guillaume Béatrix - Quentin Fillon Maillet - Simon Desthieux - Martin Fourcade            | Russie - Maxim Tsvetkov - Anton Babikov - Matvey Eliseev - Anton Shipulin                        | Allemagne - Erik Lesser - Matthias Dorfer - Benedikt Doll - Simon Schempp                                | France                                  |
| 5                                                             | Ruhpolding           | Relais 4 x 7,5 km | 11 janvier 2017  | Norvège - Ole Einar Bjoerndalen - Vetle Sjåstad Christiansen - Henrik L'Abée-Lund - Emil Hegle Svendsen | Russie - Alexey Volkov - Anton Shipulin - Matvey Eliseev - Anton Babikov                         | Allemagne - Erik Lesser - Benedikt Doll - Arnd Peiffer - Simon Schempp                                   | Russie                                  |
| 6                                                             | Antholz - Anterselva | Relais 4 x 7,5 km | 21 janvier 2017  | Allemagne - Erik Lesser - Benedikt Doll - Arnd Peiffer - Simon Schempp                                  | Norvège - Lars Helge Birkeland - Henrik L'Abée-Lund - Johannes Thingnes Bø - Emil Hegle Svendsen | Russie - Maxim Tsvetkov - Evgeniy Garanichev - Dmitry Malyshko - Anton Babikov                           | Allemagne                               |
| Championnats du monde de biathlon 2017 (9 au 19 février 2017) |                      |                   |                  | |                                                                                                  | |                                         |
| ChM                                                           | Hochfilzen           | Relais 4 x 7,5 km | 18 février 2017  | Russie - Alexey Volkov - Maxim Tsvetkov - Anton Babikov - Anton Shipulin                                | France - Jean-Guillaume Béatrix - Quentin Fillon Maillet - Simon Desthieux - Martin Fourcade     | Autriche - Daniel Mesotitsch - Julian Eberhard - Simon Eder - Dominik Landertinger                       | Russie                                  |
| Fin des championnats du monde                                 |                      |                   |                  | |                                                                                                  | |                                         |
| 7                                                             | Pyeongchang          | Relais 4 x 7,5 km | 5 mars 2017      | France - Jean-Guillaume Béatrix - Simon Fourcade - Simon Desthieux - Martin Fourcade                    | Autriche - Lorenz Wäger - Simon Eder - Julian Eberhard - Dominik Landertinger                    | Norvège - Vetle Sjåstad Christiansen - Ole Einar Bjoerndalen - Vegard Gjermundshaug - Henrik L'Abée-Lund | Russie                                  |

### Femmes

#### Épreuves individuelles
| Étape                                                         | Lieu                  | Épreuve               | Date             | Vainqueur          | Deuxième           | Troisième          | Leader du classement général |
| ------------------------------------------------------------- | --------------------- | --------------------- | ---------------- | ------------------ | ------------------ | ------------------ | ---------------------------- |
| 1                                                             | Östersund             | Individuel 15 km      | 30 novembre 2016 | Laura Dahlmeier    | Anaïs Bescond      | Darya Yurkevich    | Laura Dahlmeier              |
| 1                                                             | Östersund             | Sprint 7,5 km         | 3 décembre 2016  | Marie Dorin-Habert | Kaisa Mäkäräinen   | Gabriela Koukalová | Laura Dahlmeier              |
| 1                                                             | Östersund             | Poursuite 10 km       | 4 décembre 2016  | Gabriela Koukalová | Laura Dahlmeier    | Dorothea Wierer    | Laura Dahlmeier              |
| 2                                                             | Pokljuka              | Sprint 7,5 km         | 9 décembre 2016  | Laura Dahlmeier    | Justine Braisaz    | Marte Olsbu        | Laura Dahlmeier              |
| 2                                                             | Pokljuka              | Poursuite 10 km       | 10 décembre 2016 | Laura Dahlmeier    | Kaisa Mäkäräinen   | Eva Puskarčíková   | Laura Dahlmeier              |
| 3                                                             | Nové Město            | Sprint 7,5 km         | 16 décembre 2016 | Tatiana Akimova    | Anaïs Chevalier    | Susan Dunklee      | Laura Dahlmeier              |
| 3                                                             | Nové Město            | Poursuite 10 km       | 17 décembre 2016 | Anaïs Chevalier    | Dorothea Wierer    | Tatiana Akimova    | Laura Dahlmeier              |
| 3                                                             | Nové Město            | Départ Groupé 12,5 km | 18 décembre 2016 | Gabriela Koukalová | Laura Dahlmeier    | Dorothea Wierer    | Laura Dahlmeier              |
| 4                                                             | Oberhof               | Sprint 7,5 km         | 6 janvier 2017   | Gabriela Koukalová | Kaisa Mäkäräinen   | Marie Dorin-Habert | Laura Dahlmeier              |
| 4                                                             | Oberhof               | Poursuite 10 km       | 7 janvier 2017   | Marie Dorin-Habert | Gabriela Koukalová | Kaisa Mäkäräinen   | Gabriela Koukalová           |
| 4                                                             | Oberhof               | Départ Groupé 12,5 km | 8 janvier 2017   | Gabriela Koukalová | Laura Dahlmeier    | Eva Puskarčíková   | Gabriela Koukalová           |
| 5                                                             | Ruhpolding            | Sprint 7,5 km         | 14 janvier 2017  | Kaisa Mäkäräinen   | Gabriela Koukalová | Laura Dahlmeier    | Gabriela Koukalová           |
| 5                                                             | Ruhpolding            | Poursuite 10 km       | 15 janvier 2017  | Kaisa Mäkäräinen   | Gabriela Koukalová | Marie Dorin-Habert | Gabriela Koukalová           |
| 6                                                             | Antholz - Anterselva  | Individuel 15 km      | 19 janvier 2017  | Laura Dahlmeier    | Anaïs Chevalier    | Alexia Runggaldier | Laura Dahlmeier              |
| 6                                                             | Antholz - Anterselva  | Départ Groupé 12,5 km | 21 janvier 2017  | Nadine Horchler    | Laura Dahlmeier    | Gabriela Koukalová | Laura Dahlmeier              |
| Championnats du monde de biathlon 2017 (9 au 19 février 2017) |                       |                       |                  |                    |                    |                    |                              |
| ChM                                                           | Hochfilzen            | Sprint 7,5 km         | 10 février 2017  | Gabriela Koukalová | Laura Dahlmeier    | Anaïs Chevalier    | Laura Dahlmeier              |
| ChM                                                           | Hochfilzen            | Poursuite 10 km       | 12 février 2017  | Laura Dahlmeier    | Darya Domracheva   | Gabriela Koukalová | Laura Dahlmeier              |
| ChM                                                           | Hochfilzen            | Individuel 15 km      | 15 février 2017  | Laura Dahlmeier    | Gabriela Koukalová | Alexia Runggaldier | Laura Dahlmeier              |
| ChM                                                           | Hochfilzen            | Départ Groupé 12,5 km | 19 février 2017  | Laura Dahlmeier    | Susan Dunklee      | Kaisa Mäkäräinen   | Laura Dahlmeier              |
| Fin des championnats du monde                                 |                       |                       |                  |                    |                    |                    |                              |
| 7                                                             | Pyeongchang           | Sprint 7,5 km         | 2 mars 2017      | Laura Dahlmeier    | Tiril Eckhoff      | Anaïs Chevalier    | Laura Dahlmeier              |
| 7                                                             | Pyeongchang           | Poursuite 10 km       | 4 mars 2017      | Laura Dahlmeier    | Kaisa Mäkäräinen   | Anaïs Bescond      | Laura Dahlmeier              |
| 8                                                             | Tioumen → Kontiolahti | Sprint 7,5 km         | 10 mars 2017     | Tiril Eckhoff      | Laura Dahlmeier    | Darya Domracheva   | Laura Dahlmeier              |
| 8                                                             | Tioumen → Kontiolahti | Poursuite 10 km       | 11 mars 2017     | Laura Dahlmeier    | Marie Dorin-Habert | Lisa Vittozzi      | Laura Dahlmeier              |
| 9                                                             | Oslo - Holmenkollen   | Sprint 7,5 km         | 17 mars 2017     | Mari Laukkanen     | Justine Braisaz    | Anaïs Bescond      | Laura Dahlmeier              |
| 9                                                             | Oslo - Holmenkollen   | Poursuite 10 km       | 18 mars 2017     | Mari Laukkanen     | Gabriela Koukalová | Justine Braisaz    | Laura Dahlmeier              |
| 9                                                             | Oslo - Holmenkollen   | Départ Groupé 12,5 km | 19 mars 2017     | Tiril Eckhoff      | Gabriela Koukalová | Kaisa Mäkäräinen   | Laura Dahlmeier              |

#### Relais
| Étape                                                         | Lieu                 | Épreuve         | Date             | Vainqueur                                                                                  | Deuxième                                                                            | Troisième                                                                             | Leader du classement du relais féminin |
| ------------------------------------------------------------- | -------------------- | --------------- | ---------------- | ------------------------------------------------------------------------------------------ | ----------------------------------------------------------------------------------- | ------------------------------------------------------------------------------------- | -------------------------------------- |
| 2                                                             | Pokljuka             | Relais 4 x 6 km | 11 décembre 2016 | Allemagne - Vanessa Hinz - Franziska Hildebrand - Maren Hammerschmidt - Laura Dahlmeier    | France - Anaïs Chevalier - Justine Braisaz - Célia Aymonier - Marie Dorin-Habert    | Ukraine - Iryna Varvynets - Juliya Dzhyma - Olena Pidhrushna - Anastasiya Merkushyna  | Allemagne                              |
| 5                                                             | Ruhpolding           | Relais 4 x 6 km | 12 janvier 2017  | Allemagne - Vanessa Hinz - Maren Hammerschmidt - Franziska Preuß - Laura Dahlmeier         | France - Anaïs Chevalier - Justine Braisaz - Anaïs Bescond - Célia Aymonier         | Norvège - Kaia Wøien Nicolaisen - Hilde Fenne - Tiril Eckhoff - Marte Olsbu           | Allemagne                              |
| 6                                                             | Antholz - Anterselva | Relais 4 x 6 km | 22 janvier 2017  | Allemagne - Vanessa Hinz - Maren Hammerschmidt - Franziska Hildebrand - Laura Dahlmeier    | France - Anaïs Chevalier - Justine Braisaz - Anaïs Bescond - Marie Dorin-Habert     | Italie - Lisa Vittozzi - Federica Sanfilippo - Alexia Runggaldier - Dorothea Wierer   | Allemagne                              |
| Championnats du monde de biathlon 2017 (9 au 19 février 2017) |                      |                 |                  |                                                                                            |                                                                                     |                                                                                       |                                        |
| ChM                                                           | Hochfilzen           | Relais 4 x 6 km | 17 février 2017  | Allemagne- Vanessa Hinz - Maren Hammerschmidt - Franziska Hildebrand - Laura Dahlmeier     | Ukraine- Iryna Varvynets - Juliya Dzhyma - Anastasiya Merkushyna - Olena Pidhrushna | France - Anaïs Chevalier - Célia Aymonier - Justine Braisaz - Marie Dorin-Habert      | Allemagne                              |
| Fin des championnats du monde                                 |                      |                 |                  |                                                                                            |                                                                                     |                                                                                       |                                        |
| 7                                                             | Pyeongchang          | Relais 4 x 6 km | 5 mars 2017      | Allemagne - Nadine Horchler - Maren Hammerschmidt - Denise Herrmann - Franziska Hildebrand | Norvège - Kaia Wøien Nicolaisen - Hilde Fenne - Tiril Eckhoff - Marte Olsbu         | Tchéquie - Jessica Jislová - Eva Puskarčíková - Lucie Charvátová - Gabriela Koukalová | Allemagne                              |

### Mixte
| Étape                                                         | Lieu                  | Épreuve                      | Date             | Vainqueur                                                                                  | Deuxième                                                                                 | Troisième                                                                          | Leader du classement du relais mixte |
| ------------------------------------------------------------- | --------------------- | ---------------------------- | ---------------- | ------------------------------------------------------------------------------------------ | ---------------------------------------------------------------------------------------- | ---------------------------------------------------------------------------------- | ------------------------------------ |
| 1                                                             | Östersund             | Relais 2 x 6 km + 2 x 7,5 km | 27 novembre 2016 | Norvège - Marte Olsbu - Fanny Horn Birkeland - Ole Einar Bjørndalen - Johannes Thingnes Bø | Allemagne - Franziska Hildebrand - Laura Dahlmeier - Benedikt Doll - Arnd Peiffer        | Italie - Lisa Vittozzi - Dorothea Wierer - Lukas Hofer - Dominik Windisch          | Norvège                              |
| 1                                                             | Östersund             | Relais simple 6 km + 7,5 km  | 27 novembre 2016 | France - Marie Dorin-Habert - Martin Fourcade                                              | Autriche - Lisa Theresa Hauser - Simon Eder                                              | Allemagne - Franziska Preuß - Erik Lesser                                          | Allemagne                            |
| Championnats du monde de biathlon 2017 (9 au 19 février 2017) |                       |                              |                  |                                                                                            |                                                                                          |                                                                                    |                                      |
| ChM                                                           | Hochfilzen            | Relais 2 x 6 km + 2 x 7,5 km | 9 février 2017   | Allemagne - Vanessa Hinz - Laura Dahlmeier - Arnd Peiffer - Simon Schempp                  | France - Anaïs Chevalier - Marie Dorin-Habert - Quentin Fillon Maillet - Martin Fourcade | Russie - Olga Podchufarova - Tatiana Akimova - Aleksandr Loguinov - Anton Shipulin | Allemagne                            |
| Fin des championnats du monde                                 |                       |                              |                  |                                                                                            |                                                                                          |                                                                                    |                                      |
| 8                                                             | Tioumen → Kontiolahti | Relais simple 6 km + 7,5 km  | 12 mars 2017     | Autriche - Lisa Theresa Hauser - Simon Eder                                                | États-Unis - Susan Dunklee - Lowell Bailey                                               | Allemagne - Laura Dahlmeier - Roman Rees                                           | Allemagne                            |
| 8                                                             | Tioumen → Kontiolahti | Relais 2 x 6 km + 2 x 7,5 km | 12 mars 2017     | France - Marie Dorin-Habert - Anaïs Bescond - Simon Desthieux - Quentin Fillon Maillet     | Allemagne - Nadine Horchler - Maren Hammerschmidt - Benedikt Doll - Arnd Peiffer         | Ukraine - Iryna Varvynets - Olga Abramova - Sergey Semenov - Dmytro Pidruchnyi     | Allemagne                            |